# 酸酐

酸酐通式

酸酐，是具有两个酰基键合于同一氧原子上的有机化合物。
稱為“酐”的原因因為它是由兩個羧酸脫水而成。若两侧酰基由同种羧酸衍生而来则称为对称酸酐，分子式可表达为：(RC(O))2O。对称酸酐命名取决于相应羧酸命名，即词缀“酸”改为“酸酐”。 因此(CH3CO)2O称为：“乙酸酐”（或醋酸酐、醋酐）。混合酸酐（或不对称酸酐）以两侧酰基分别对应的羧酸命名，如：甲酸乙酸酐。低级酸酐遇水水解，但高级酸酐不溶于水。

## 反应
酸酐是活性酰基的主要来源，其相关反应与酰卤之反应类似。当酸酐与含活泼氢的底物反应时，可得到等当量的酰化产物与羧酸副产物：
RC(O)OC(O)R  +  HY  →  RC(O)Y  +  RCO2H
其中：HY可以是HOR（醇），HNR'2=（氨，伯或仲胺），芳香环
酸酐跟格氏试剂反应与酸跟格氏试剂的反应类似，但反应时酸酐的一部分被浪费掉了，所以一般不用于制备反应。但二元酸的酸酐则不存在浪费的问题，可以与格氏试剂反应制备酮酸。
酸酐的亲电性弱于酰卤，且酸酐每次反应只可传递一分子酰基于底物，原子效率相对较低。乙酸酐价格低廉，使其仍作为酰化反应的常用试剂。

## 制备
酸酐在工业中可通过不同的方法合成。
- 乙酸酐主要通过乙酸甲酯的羰基化合成。[4]
- 马来酸酐在工业中主要通过苯或丁烷的氧化反应制备。
- 酸酐的实验室制法主要通过相应羧酸的脱水反应制备，具体的方法取决于羧酸底物，五氧化二磷是该反应的通用脱水剂：

2 CH3COOH  +  P4O10 →  CH3C(O)OC(O)CH3  +  "(HO)2P4O9"
- 酰氯也是制备酸酐的重要前体：[5]

CH3C(O)Cl  +  HCO2Na  →  HCO2COCH3  +  NaCl
- 具有乙酰基的混合酸酐可通过烯酮合成：

RCO2H  +  H2C=C=O   →    RCO2C(O)CH3

## 内酸酐
- 内酸酐是指二羧酸等多元酸分子内脱水形成的环状化合物，常见的有丁二酸酐、戊二酸酐、顺丁烯二酸酐（也称“马来酸酐”）等，常见的应用的氨基酸N-羧基环内酸酐（也称“Leuchs酸酐”）等[6]。

## 多酸酐
- 二酸酐是一个分子内具有两个酸酐官能团的化合物。它们主要用于合成聚酰亚胺、聚酯或聚酰胺。
- 聚酸酐是由酸酐键连接聚合物骨架内重复单元的一类聚合物。

## 重要的酸酐

重要酸酐
乙酸酐，常用于制备其他酸的酸酐和乙酸酯。
萘四甲酸二酐， 为二酸酐，复杂有机物的前体。
顺丁烯二酸酐，马来酸酐，是一种环状酸酐，广泛用于制备工业涂料。
三磷酸腺苷，ATP，作为细胞内能量传递的“分子通货”，储存和传递化学能。
1,3-二磷酸甘油酸通常是糖解作用与卡尔文循环的中间产物。
3-磷酸腺苷-5-磷酰硫酸 (APS)新陈代谢的中间产物。

- 乙酸酐是一种重要的工业化学品，被广泛的应用于制备乙酸酯和其他酸的酸酐，如：乙酸纤维素。
- 顺丁烯二酸酐可与苯乙烯发生共聚反应得到不同的树脂。在狄尔斯－阿尔德反应中其可作为亲双烯体参与反应。[7]

## 其他

### 非羧酸衍生酸酐
- 其他有机酸衍生酸酐：酸酐的其中一个或两个酰基还可由非羧基有机酸衍生，如有机磺酸或有机磷酸。
- 无机酸衍生酸酐：酸酐中任意一个酰基还可衍生自无机酸，如：磷酸。混合酸酐1,3-二磷酸甘油酸，其为通过糖酵解形成ATP过程中的中间体，[8]是3-磷酸甘油酸和磷酸形成的混合酸酐。

### 硫类似物
硫原子可替代酸酐当中的任何氧原子，包括羰基双键氧原子和羰基之间连接的氧原子。当硫原子替代羰基氧原子时，将酰基用括号封闭防止歧义发生，
 如：（硫代乙酸）酐（CH3C(S)OC(S)CH3）。当硫原子替代桥接氧原子时，得到的化合物称为硫代酸酐， 如：乙酰硫醚((CH3C(O))2S)。

## 註解
1. ↑  「酐」，拼音：，注音：，音同「甘」[1]